# Bengt Olow

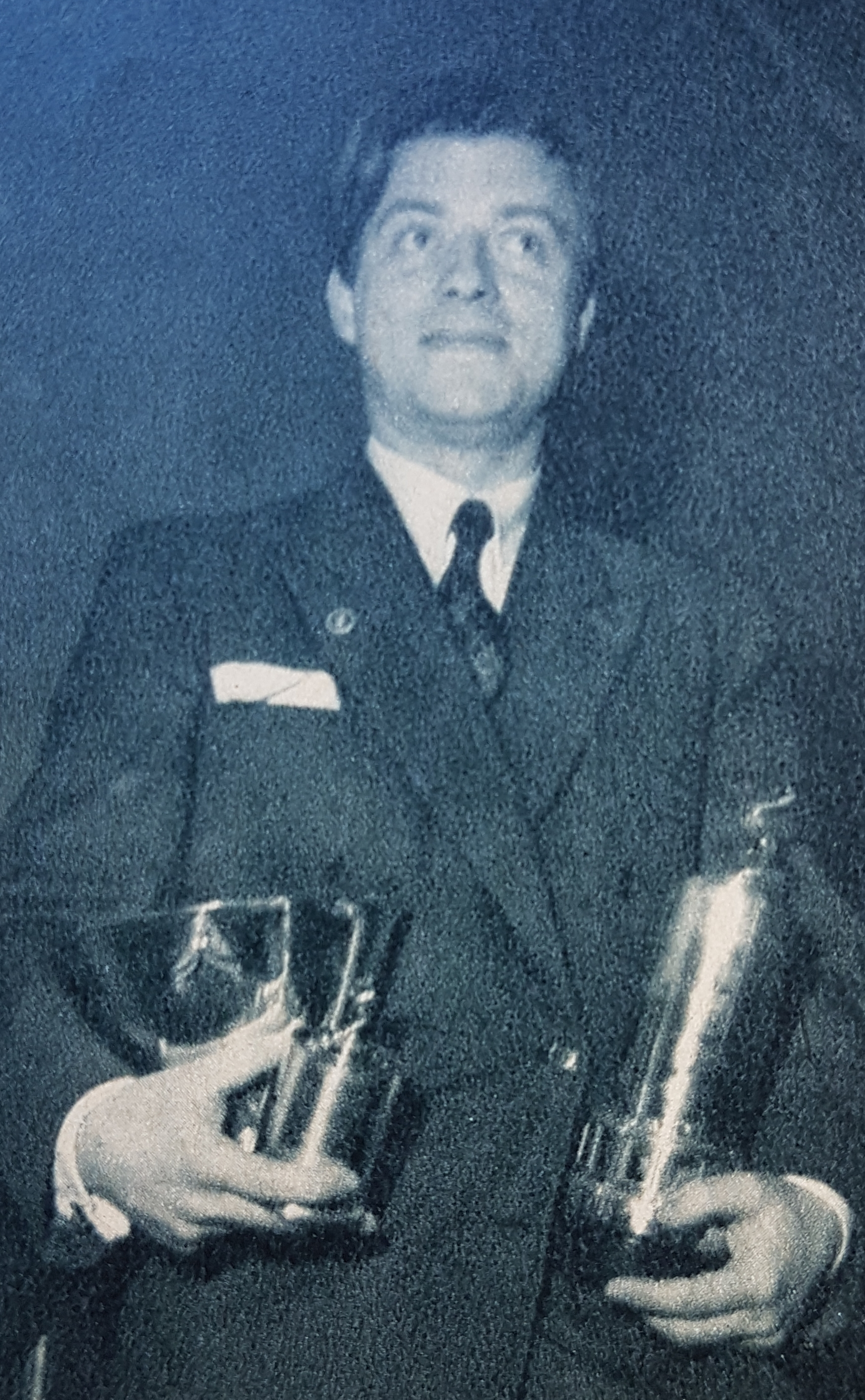
Bengt Olow i samband med en flygkongress 1947.

Bengt Ragnar Olow, född 20 november 1918 i Sankt Pauli församling i Malmö, död 9 april 1968 i Sankt Lars församling, Linköping, var en svensk civilingenjör och pilot. Olow dog i cancer.
Han var son till tandläkaren Ragnar Olow och Maggie Hallberg samt från gift 1945 med Anne-Marie Leijonhielm. Han började redan i ungdomsåren segelflyga och övergick senare även till motorflyg där han tillsammans med Sven Sjögren i Malmö Aeroklubbs Taylor Cub (SE-AFO) vann precisionsflygtävlingen Ångström Cup 1938, tävlingen omfattade flera moment, bland annat landning på ett fält där flygplanets ena hjul skulle placeras på en utlagd handduk. Efter avlagd studentexamen i Malmö sökte han sig i slutet av 1930-talet till Stockholm för att studera vid Kungliga tekniska högskolan. Vid andra världskrigets utbrott saknade flygvapnet flygförare och man anmodade civila flygare att vidareutbilda sig till militära flygförare. Han antogs till Flygvapnets Reservflygskola RFS I och erhöll sina silvervingar i maj 1940. Han placerades därefter som stridspilot på F 6 där han flög B 5. Efter kontraktstiden fortsatte han som flyglärare vid F 5 och avlade reservofficersexamen 1942. Samtidigt bedrev han sina ingenjörsstudier vid KTH där han avlade sin ingenjörsexamen 1946, samma år anställdes han som ingenjör och provflygare vid Svenska Aeroplanaktiebolaget i Linköping och blev chef för företagets flygprovavdelning 1950 samt utnämndes där 1962 till överingenjör och 1965 till teknisk direktör.

## Provflygare
Vid sidan av sin anställning vid Saab var han från 1943 anlitad som provflygare av Luftfartsverket och av bland annat AB Flygindustri där han 10–11 oktober 1944 genomförde flygprov med Björn Andreassons BA-4 SE-ANS på F 14. Harald Millgård skriver i en artikel att Olow tvingades nödlanda på grund av motorstopp 22 gånger (varav 17 på en och samma dag!), totalt 25 flygningar genomfördes och när det så småningom var dags för besiktning så rasade motorn helt och hållet. Vid Saab började han sina provflygningar som assistent till den brittiske provflygaren Robert Moore och Saabs chefsprovflygare Claes Smith. Hans första uppgift blev att medverka i slutproven av Saab 21R och Saab 29. 
Han var huvudprovflygare av flygplanstyperna Saab 210, Saab 32 och Saab 35. Han blev först genom ljudvallen i Sverige när han med en Lansen A 32 under en brant dykning nådde Mach 1-fart 1953, han upprepade bedriften 1956 då han under lätt stigning nådde Mach 1-fart med  35-2. Den första flygningen med 35-1 genomförde han 25 oktober 1955 från Saabs flygfält i Linköping. Det har ansetts att han var den enskilt viktigaste personen bakom danskarnas köp av F-35. Olow som vid tidpunkten av den danska upphandlingen var teknisk direktör vid Saab nåddes tidigt under danskarnas  utvärdering att flygplanet valdes bort på grund av att den ansågs vara ett jaktplan och danskarnas behov var ett låghöjds attackflygplan. Olow tillsatte en arbetsgrupp där man utförde ändringar på flygplanskroppen för att få plats med ytterligare bränsletankar i fram- och bakkropp, stora förändringar i yttervingen (så stora de kan betraktas som en nykonstruktion) och förstärkning av landstället. 
Vid provflygningen med flygplanet 35-2 1956 råkade han ta fel reglage vid landningen istället för att fälla ut bromsskärmen fällde han in landstället och flygplanet landade på buken och skadades svårt. Olow hade bara några veckor tidigare påpekat möjligheten om att man kunde förväxla reglagen för konstruktören Erik Bratt men tillagt att så länge flygplanen flögs av Saabs testpiloter var det ingen fara, men att det krävdes en omkonstruktion på de flygplan som  skulle serietillverkas. Haveriet resulterade i att han blev några centimeter kortare och att han fick ligga i gipsvagga några dagar.
Hans besvärligare uppgift med 35:an blev att lösa problemet med flygplanets tendens till superstall, tillsammans med Ceylon Utterborn gjorde han upp ett spinn- och stallprovprogram där man under riskfyllda flygningar kom  fram till en metod att häva superstallen. Vid Boris Bjuremalms flyguppvisning på Le Bourget med en Saab 35 1965, kritiserade han flygningen då han ansåg att Bjuremalm tänjt på gränsen av flygplanets förmåga och överskridit några av flygplanets begränsningar. 

## Segelflygare
Olow var framgångsrik vid Ållebergstävlingarna där han vunnit båda gångerna 1943–1944. 1945 satte han nytt svenskt rekord i längdflygning med en flygning mellan Tiveden och Smygehuk distansen var 359 km och flygningen tog cirka 7 timmar. Han slog därmed Stig Fägerblads distansrekord från 1943 med 55 kilometer. Vid SM i segelflyg 1943 blev han den första individuella Svenska mästaren i segelflyg han upprepade bedriften 1944. Han ingick tillsammans med Bengt C:son Bergman i F 5 Ljungbyheds lag som blev Svenska mästare i lagtävlingen 1943. Han slog även Stig Fägerblads höjdvinstrekord från 1943 med höjdvinsten 3 500 meter men blev inom kort av rekordet när Stig Troive senare under 1943 lyckades få till en höjdvinst på 3 800 meter.

## Utmärkelser
Bengt Olow tilldelades Vasamedaljen i guld, Stockholms-Tidningens flygmedalj samt Thulinmedaljen i silver. Ett minnesmärke över de frivilliga silverflygarna restes i Karlsborg 1980.
Olow var sedan 1958 ledamot av KSAKs styrelse och medlem i Flygtekniska Föreningen samt Society of Experimental Test Pilots. Olow är gravsatt på Östra kyrkogården i Malmö.

## Bilder

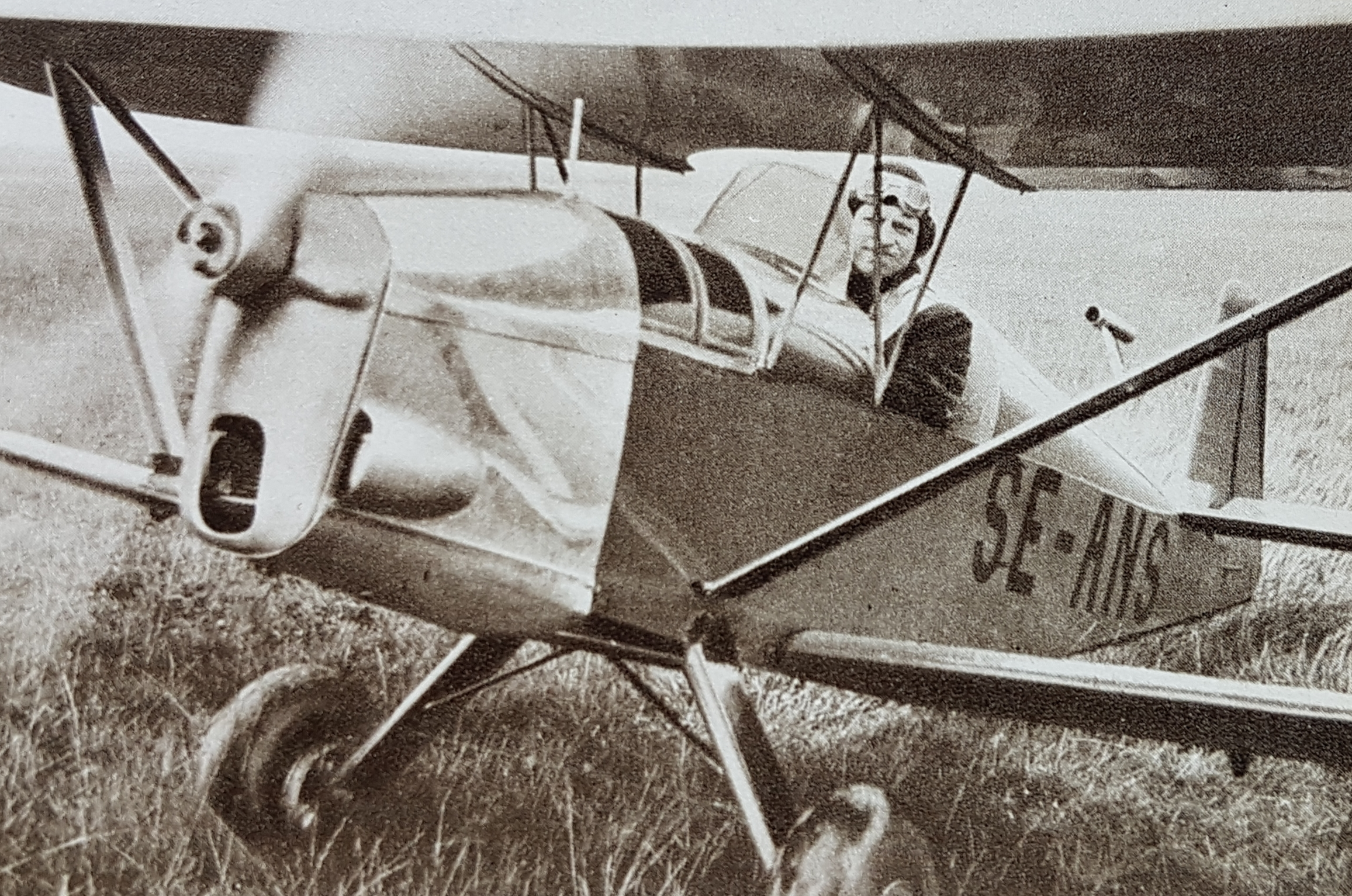
Bengt Olow provflyger SE-ANS BA-4 Midget.
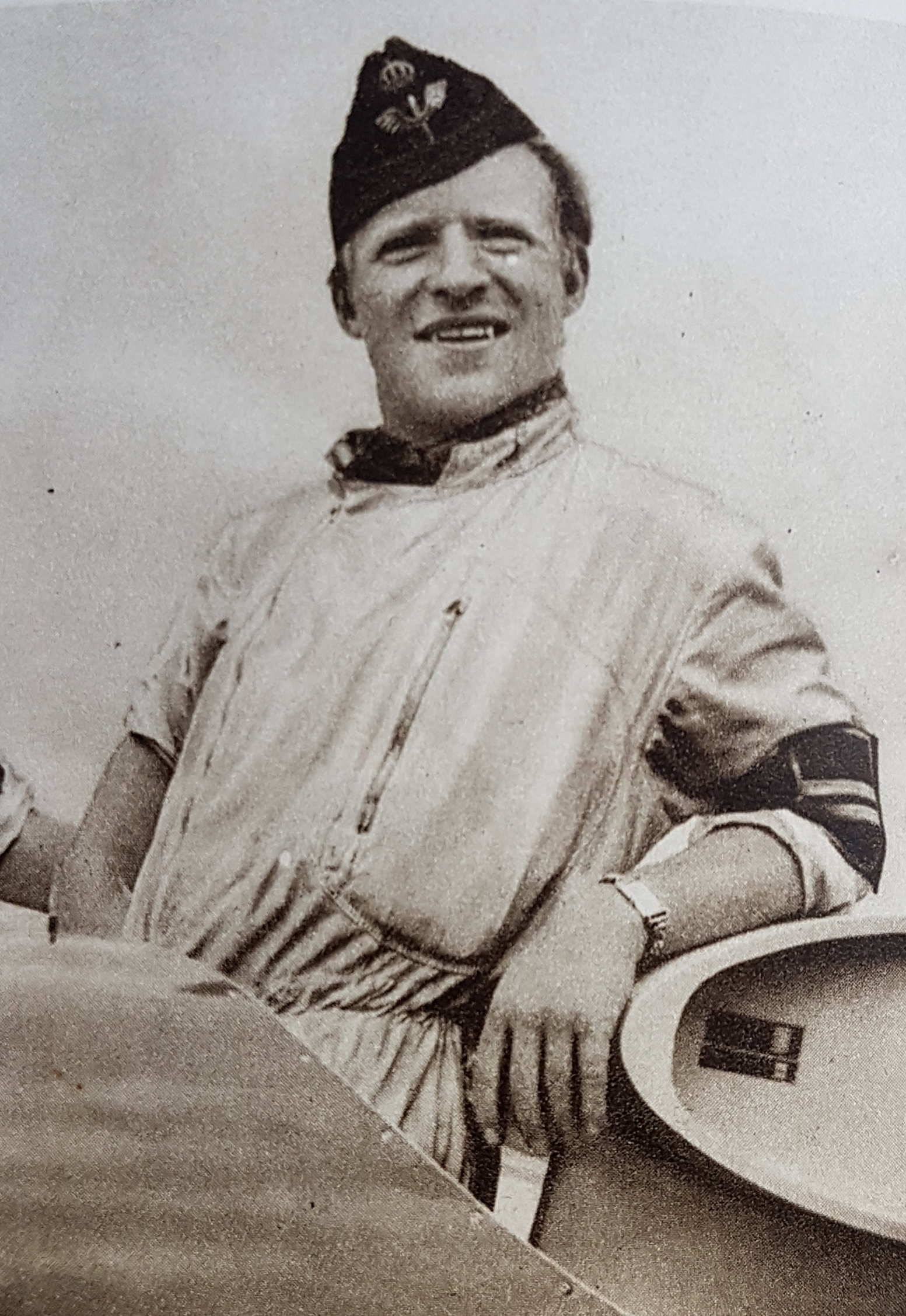
Bengt Olow strax före start vid en segelflygtävling.
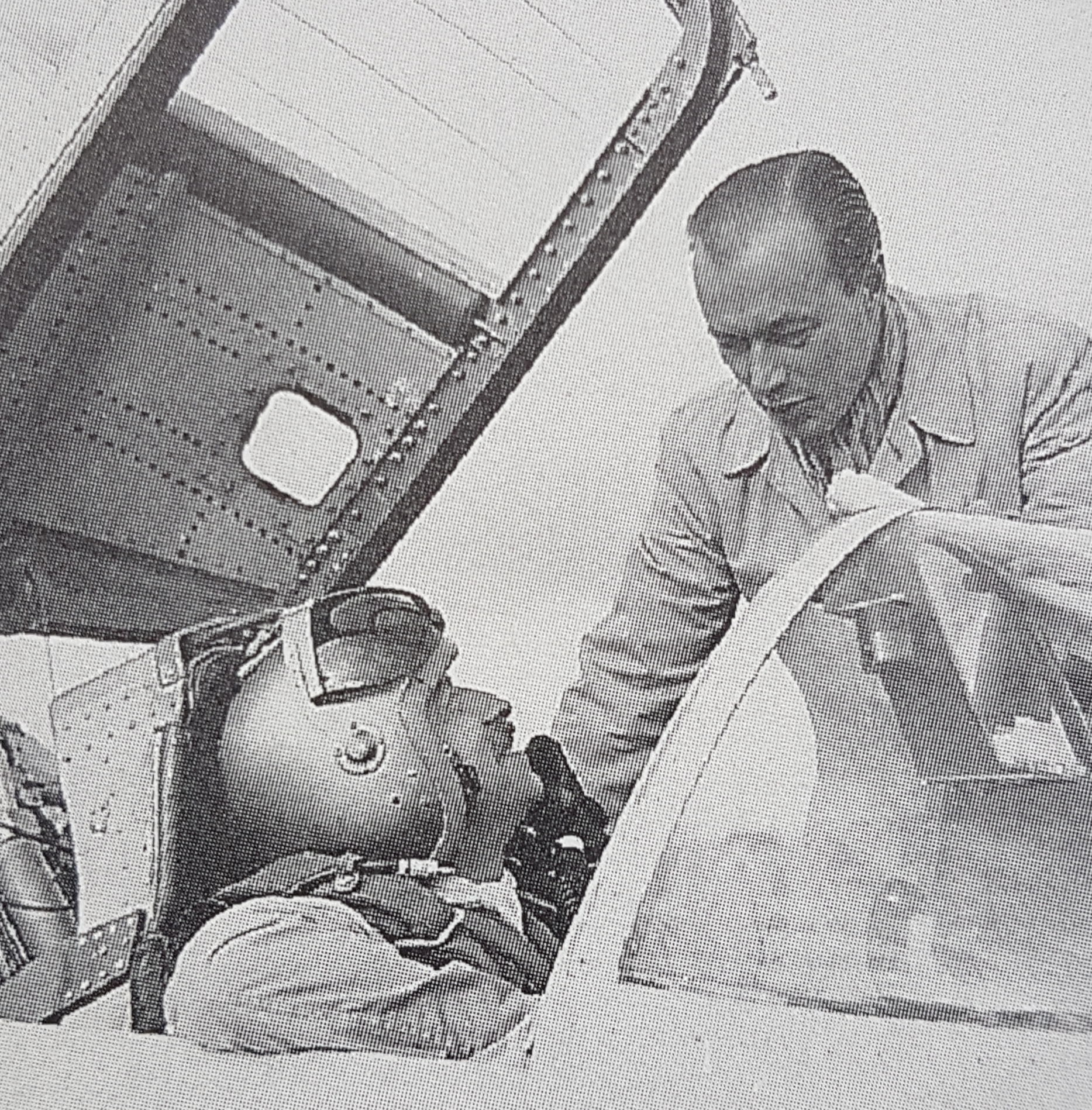
Erik Bratt och provflygaren Bengt Olow vid en Saab 35.
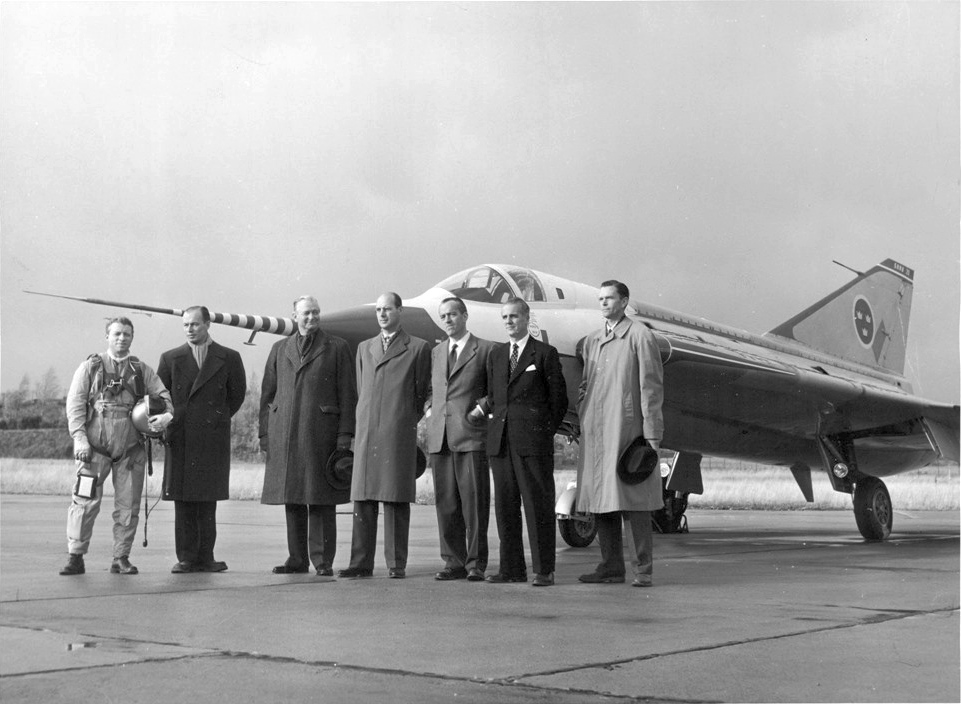
Bengt Olow (längst till vänster) tillsammans med SAAB:s chefer framför prototypen av Saab 35 Draken.